# سفارة بلغاريا في السويد
سفارة بلغاريا في السويد هي أرفع تمثيل دبلوماسي لدولة بلغاريا لدى السويد. تقع السفارة في ستوكهولم وهي تهدف لتعزيز المصالح البلغارية في السويد.

## وصلات خارجية
- قائمة سفارات بلغاريا
- قائمة السفارات في السويد